# 상암중학교
상암중학교(上岩中學校)는 대한민국 서울특별시 마포구 상암동에 있는 공립 중학교이다.

## 학교 연혁
- 2006년 12월 8일 : 상암중학교 설립 인가
- 2007년 3월 1일 : 초대 홍기춘 교장 취임
- 2007년 3월 2일 : 제1회 입학식(8학급 210명)
- 2007년 5월 30일 : 상암중학교 개교식
- 2010년 2월 5일 : 제1회 졸업식(남 125명, 여 102명 총 227명)
- 2012년 3월 2일 : 학급수 증설로 인한 증축(본관 4,5층)
- 2015년 3월 2일 : 학급수 증설로 인한 증축(행복관 4,5층)
- 2017년 9월 1일 : 제4대 박경수 교장 취임
- 2018년 3월 2일 : 학급수 증설로 인한 증·개축(본관 2,3,4,5층 및 식당)
- 2023년 2월 8일 : 제14회 졸업식(12학급 남 177명, 여 160명 총 337명) 졸업생 누계 4,861명
- 2023년 3월 2일 : 제17회 입학식(13학급 남 159명, 여 159명 총 318명)
- 2027년 5월 30일 : 개교 20주년

## 참고 자료
- 상암중학교 - 한국교육학술정보원 학교알리미